# Çanakkale Belediyespor
Çanakkale Belediyespor est un club turc de volley-ball fondé en 1987 et basé à Çanakkale, évoluant pour la saison 2017-2018 en Vestel Venus Sultanlar Ligi.

## Palmarès
- BVA Cup
  - Vainqueur: 2016[1]

## Effectifs

### Saison 2018-2019
| No                                       | Nom                                      | Date de naissance                        | Taille                         | Poids                          | Poste                          |
| ---------------------------------------- | ---------------------------------------- | ---------------------------------------- | ------------------------------ | ------------------------------ | ------------------------------ |
| 2                                        | Ebru Mandacı                             | 8 février 1993                           | 192                            | 78                             | Centrale                       |
| 3                                        | Birgül Güler                             | 2 mai 1990                               | 181                            | 62                             | Réceptionneuse-attaquante      |
| 4                                        | Işıl Öz                                  | 12 avril 1998                            | 177                            |                                | Libero                         |
| 8                                        | Semra Özer                               | 19 janvier 1994                          | 185                            |                                | Attaquante                     |
| 9                                        | Rachel Sánchez                           | 9 janvier 1989                           | 188                            | 75                             | Centrale                       |
| 10                                       | Ece Hocaoğlu                             | 5 mars 1994                              | 189                            | 82                             | Réceptionneuse-attaquante      |
| 11                                       | Gökçe Çalışkan                           | 4 juillet 1991                           | 182                            |                                | Passeuse                       |
| 12                                       | Bihter Dumanoğlu                         | 3 février 1995                           | 175                            | 68                             | Libero                         |
| 14                                       | Melis Durul                              | 21 octobre 1993                          | 186                            | 70                             | Réceptionneuse-attaquante      |
| 15                                       | Dominika Sobolska                        | 3 janvier 1991                           | 187                            | 74                             | Centrale                       |
| 17                                       | Cansu Aydınoğulları                      | 18 février 1992                          | 183                            | 72                             | Passeuse                       |
| 18                                       | Yasemin Şahin                            | 28 janvier 1995                          | 188                            |                                | Centrale                       |
|                                          |                                          |                                          |                                |                                |                                |
| Encadrement technique                    | Encadrement technique                    |                                          | Légende                        | Légende                        | Légende                        |
| Entraîneur : Dragan Nešić                | Entraîneur : Dragan Nešić                | Entraîneur : Dragan Nešić                | : Capitaine                    | : Capitaine                    | : Capitaine                    |
| Entraîneur(s) adjoint(s) : İbrahim Çadır | Entraîneur(s) adjoint(s) : İbrahim Çadır | Entraîneur(s) adjoint(s) : İbrahim Çadır | : Joueuse blessée actuellement | : Joueuse blessée actuellement | : Joueuse blessée actuellement |